# Bomba adossada

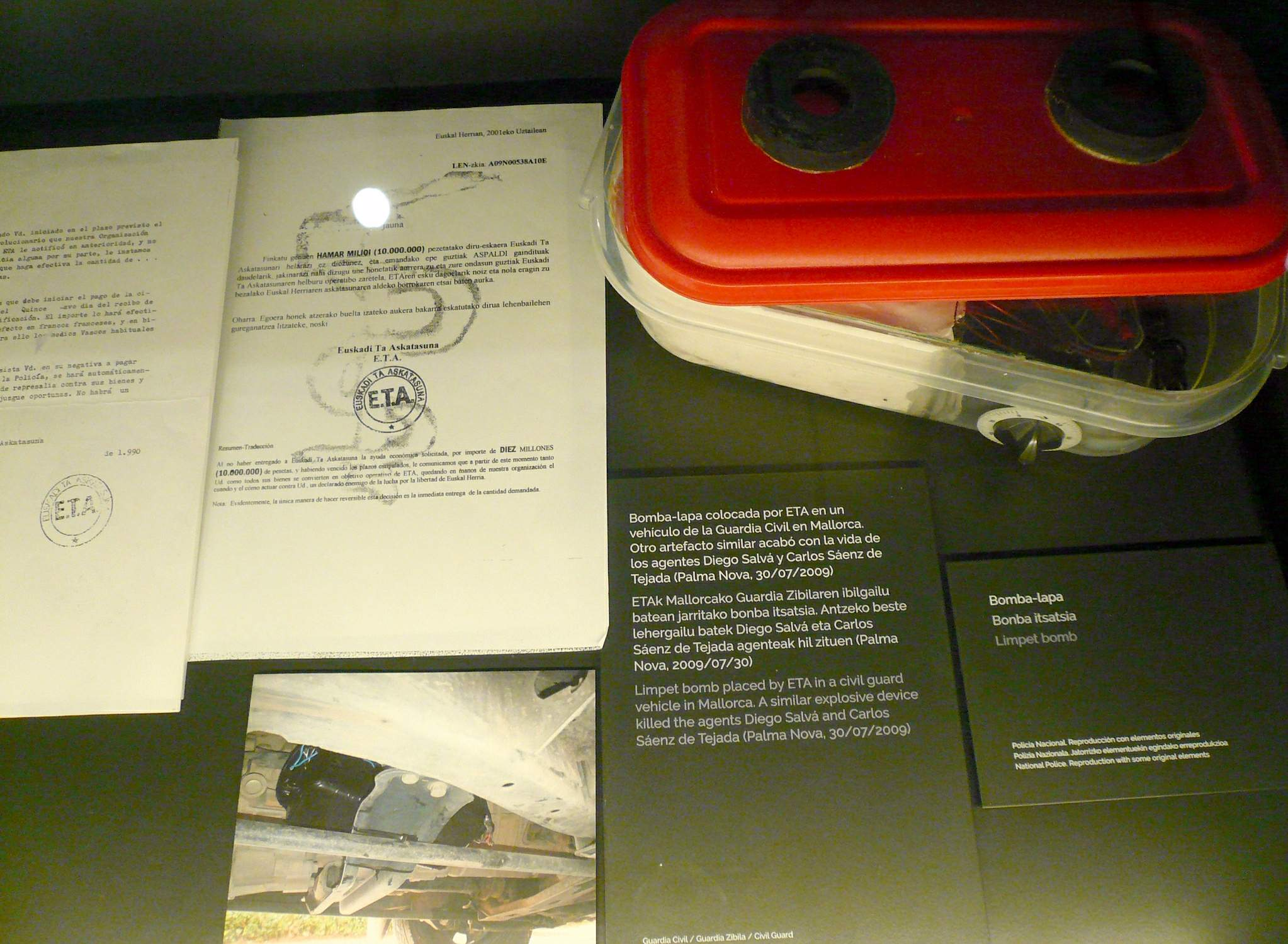
Bomba adossada (dreta superior de la imatge)

Una bomba adossada és un tipus d'explosiu que s'adhereix a qualsevol superfície gràcies a un imant potent o un adhesiu, com ara als baixos d'un automòbil, per a després ser activat mitjançant algun tipus de mecanisme, ja sigui per sensors de moviment, control remot, detonador o temporitzador, incorporat al mateix explosiu.